# Tabriz

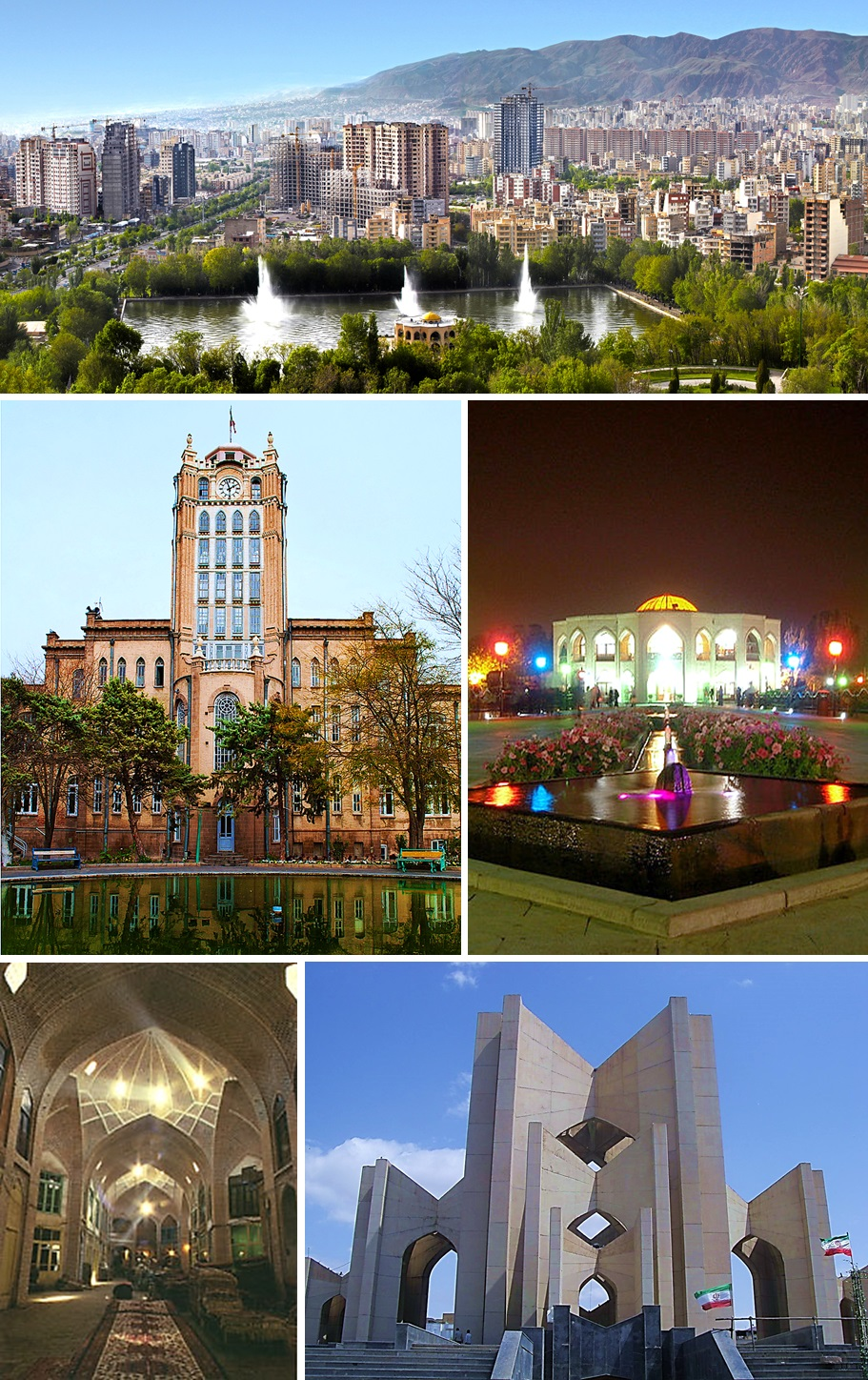

Tabriz (tiếng Azerbaijan: تبریز / Təbriz, tiếng Ba Tư: تبریز) là thành phố lớn thứ tư tại Iran và là thủ phủ của tỉnh Azerbaijan Đông. Thành phố ở độ cao 1.350 mét tại ngã ba sông Quri và sông Aji, đây là thành phố lớn thứ hai tại Iran cho đến cuối thập niên 1960, một trong những thủ đô trước đây của quốc gia này, là nơi cư trú của vị thái tử dưới thời nhà Qajar. Thành phố này đã tỏ ra rất có ảnh hưởng trong lịch sử gần đây của đất nước này. Tabriz nằm trong một thung lũng ở phía bắc của sống núi dài của hình nón núi lửa Sahand, phía nam của núi Eynali. Thung lũng mở rộng ra thành một đồng bằng dốc xuống thoai thoải đến cuối phía bắc của hồ Urmia, 60 km về phía tây. Với mùa đông lạnh và mùa hè ôn đới, thành phố được coi là một khu nghỉ mát mùa hè.
Ước tính dân số của thành phố là khoảng 1.400.000 người . Dựa trên kết quả điều tra dân số của Iran, Tabriz là thành phố đông dân nhất thứ tư tại Iran sau Tehran, Mashhad, và Esfahan. Đây là một trong các cực công nghiệp nặng lớn của Iran, bao gồm ngành ô tô, máy công cụ, dầu và hóa dầu, xi măng và các ngành công nghiệp nhỏ.
Với một lịch sử rất phong phú, Tabriz chứa nhiều di tích lịch sử. Nhiều lần bị động đất tàn phá kết hợp với sự lơ là của chính phủ trong việc bảo vệ đã khiến nhiều di tích bị tổn hại. Tuy nhiên vẫn có một số lượng lớn các công trình còn tồn tại cho đến ngày nay chủ yêu thuộc về thời Ilkhanid, Safavid, và thời kỳ Qajar . Năm 2010, quần thể di tích lịch sử chợ Tabriz rộng lớn đã được UNESCO đưa vào danh sách di sản Thế giới.
| Dữ liệu khí hậu của Tabriz (1961–1990, cực độ 1951–2010) | Dữ liệu khí hậu của Tabriz (1961–1990, cực độ 1951–2010) | Dữ liệu khí hậu của Tabriz (1961–1990, cực độ 1951–2010) | Dữ liệu khí hậu của Tabriz (1961–1990, cực độ 1951–2010) | Dữ liệu khí hậu của Tabriz (1961–1990, cực độ 1951–2010) | Dữ liệu khí hậu của Tabriz (1961–1990, cực độ 1951–2010) | Dữ liệu khí hậu của Tabriz (1961–1990, cực độ 1951–2010) | Dữ liệu khí hậu của Tabriz (1961–1990, cực độ 1951–2010) | Dữ liệu khí hậu của Tabriz (1961–1990, cực độ 1951–2010) | Dữ liệu khí hậu của Tabriz (1961–1990, cực độ 1951–2010) | Dữ liệu khí hậu của Tabriz (1961–1990, cực độ 1951–2010) | Dữ liệu khí hậu của Tabriz (1961–1990, cực độ 1951–2010) | Dữ liệu khí hậu của Tabriz (1961–1990, cực độ 1951–2010) | Dữ liệu khí hậu của Tabriz (1961–1990, cực độ 1951–2010) |
| Tháng                                                    | 1                                                        | 2                                                        | 3                                                        | 4                                                        | 5                                                        | 6                                                        | 7                                                        | 8                                                        | 9                                                        | 10                                                       | 11                                                       | 12                                                       | Năm                                                      |
| -------------------------------------------------------- | -------------------------------------------------------- | -------------------------------------------------------- | -------------------------------------------------------- | -------------------------------------------------------- | -------------------------------------------------------- | -------------------------------------------------------- | -------------------------------------------------------- | -------------------------------------------------------- | -------------------------------------------------------- | -------------------------------------------------------- | -------------------------------------------------------- | -------------------------------------------------------- | -------------------------------------------------------- |
| Cao kỉ lục °C (°F)                                       | 16.0 (60.8)                                              | 19.0 (66.2)                                              | 25.6 (78.1)                                              | 31.2 (88.2)                                              | 33.8 (92.8)                                              | 39.0 (102.2)                                             | 42.0 (107.6)                                             | 41.0 (105.8)                                             | 38.0 (100.4)                                             | 30.6 (87.1)                                              | 23.4 (74.1)                                              | 21.8 (71.2)                                              | 42.0 (107.6)                                             |
| Trung bình ngày tối đa °C (°F)                           | 1.2 (34.2)                                               | 3.8 (38.8)                                               | 10.1 (50.2)                                              | 16.5 (61.7)                                              | 22.5 (72.5)                                              | 28.6 (83.5)                                              | 32.9 (91.2)                                              | 32.3 (90.1)                                              | 28.2 (82.8)                                              | 19.9 (67.8)                                              | 12.1 (53.8)                                              | 4.9 (40.8)                                               | 17.7 (63.9)                                              |
| Trung bình ngày °C (°F)                                  | −3.2 (26.2)                                              | −0.8 (30.6)                                              | 4.9 (40.8)                                               | 10.9 (51.6)                                              | 16.5 (61.7)                                              | 21.9 (71.4)                                              | 26.0 (78.8)                                              | 25.3 (77.5)                                              | 21.1 (70.0)                                              | 13.5 (56.3)                                              | 6.5 (43.7)                                               | 0.3 (32.5)                                               | 11.9 (53.4)                                              |
| Tối thiểu trung bình ngày °C (°F)                        | −6.6 (20.1)                                              | −4.5 (23.9)                                              | 0.3 (32.5)                                               | 5.7 (42.3)                                               | 10.6 (51.1)                                              | 15.2 (59.4)                                              | 19.6 (67.3)                                              | 19.0 (66.2)                                              | 14.3 (57.7)                                              | 8.0 (46.4)                                               | 2.1 (35.8)                                               | −3.0 (26.6)                                              | 6.7 (44.1)                                               |
| Thấp kỉ lục °C (°F)                                      | −25.0 (−13.0)                                            | −22.0 (−7.6)                                             | −19.0 (−2.2)                                             | −12.0 (10.4)                                             | 0.6 (33.1)                                               | 4.0 (39.2)                                               | 7.0 (44.6)                                               | 10.0 (50.0)                                              | 4.0 (39.2)                                               | −4.0 (24.8)                                              | −17.0 (1.4)                                              | −19.5 (−3.1)                                             | −25.0 (−13.0)                                            |
| Lượng Giáng thủy trung bình mm (inches)                  | 25.8 (1.02)                                              | 25.3 (1.00)                                              | 47.0 (1.85)                                              | 53.6 (2.11)                                              | 41.9 (1.65)                                              | 18.1 (0.71)                                              | 3.2 (0.13)                                               | 4.4 (0.17)                                               | 9.4 (0.37)                                               | 28.4 (1.12)                                              | 28.0 (1.10)                                              | 26.0 (1.02)                                              | 311.1 (12.25)                                            |
| Số ngày mưa trung bình                                   | 11.1                                                     | 10.4                                                     | 13.4                                                     | 13.7                                                     | 13.0                                                     | 6.2                                                      | 2.0                                                      | 1.8                                                      | 2.5                                                      | 9.0                                                      | 7.9                                                      | 9.7                                                      | 100.7                                                    |
| Số ngày tuyết rơi trung bình                             | 10.0                                                     | 8.5                                                      | 4.3                                                      | 1.2                                                      | 0.0                                                      | 0.0                                                      | 0.0                                                      | 0.0                                                      | 0.0                                                      | 0.5                                                      | 1.6                                                      | 6.2                                                      | 32.3                                                     |
| Độ ẩm tương đối trung bình (%)                           | 72                                                       | 70                                                       | 63                                                       | 57                                                       | 51                                                       | 40                                                       | 34                                                       | 35                                                       | 37                                                       | 51                                                       | 64                                                       | 71                                                       | 54                                                       |
| Số giờ nắng trung bình tháng                             | 122.4                                                    | 137.7                                                    | 172.6                                                    | 195.3                                                    | 267.0                                                    | 337.5                                                    | 354.5                                                    | 335.1                                                    | 302.2                                                    | 228.3                                                    | 174.8                                                    | 128.3                                                    | 2.755,7                                                  |
| Nguồn 1: NOAA                                            |                                                          |                                                          |                                                          |                                                          |                                                          |                                                          |                                                          |                                                          |                                                          |                                                          |                                                          |                                                          |                                                          |
| Nguồn 2: Iran Meteorological Organization (cực độ)       |                                                          |                                                          |                                                          |                                                          |                                                          |                                                          |                                                          |                                                          |                                                          |                                                          |                                                          |                                                          |                                                          |